# Céramique de Serra d'Alto

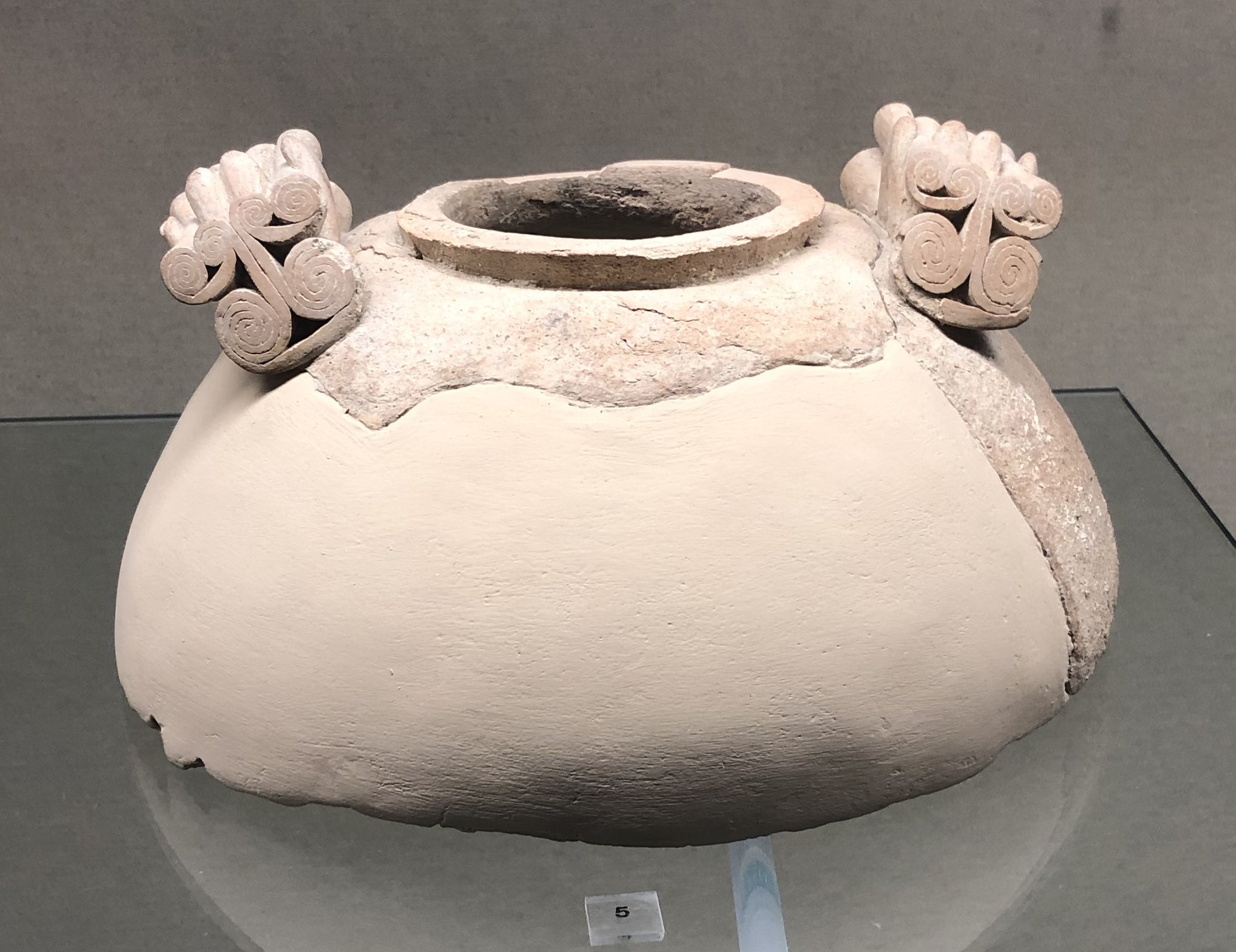
Pot sphérique avec anses (Musée archéologique régional de Syracuse).

La céramique de Serra d'Alto caractérise la culture de Serra d'Alto  qui se développe  durant la seconde moitié du Ve millénaire av. J.-C. dans la partie méridionale de la péninsule italienne et en Sicile.
La céramique de Serra d'Alto est constituée de poteries assez grossières à décor incisé et de céramiques plus fines au décor peint sophistiqué.
Il existe à Malte une céramique reprenant les mêmes caractéristiques ; elle est représentative de la phase préhistorique maltaise de Skorba grise 4 500 – 4 400 av. J.-C..